# Pangek
Pangek is een bestuurslaag in het regentschap Bangka Barat van de provincie Bangka-Belitung, Indonesië. Pangek telt 2033 inwoners (volkstelling 2010).